# Parallell evolution
Parallell evolution eller parallellism, är inom evolutionsbiologin, företeelsen att samma genetiska eller morfologiska struktur utvecklas vid flera tillfällen inom en klad.

## Parallell evolution och evolutionsteori

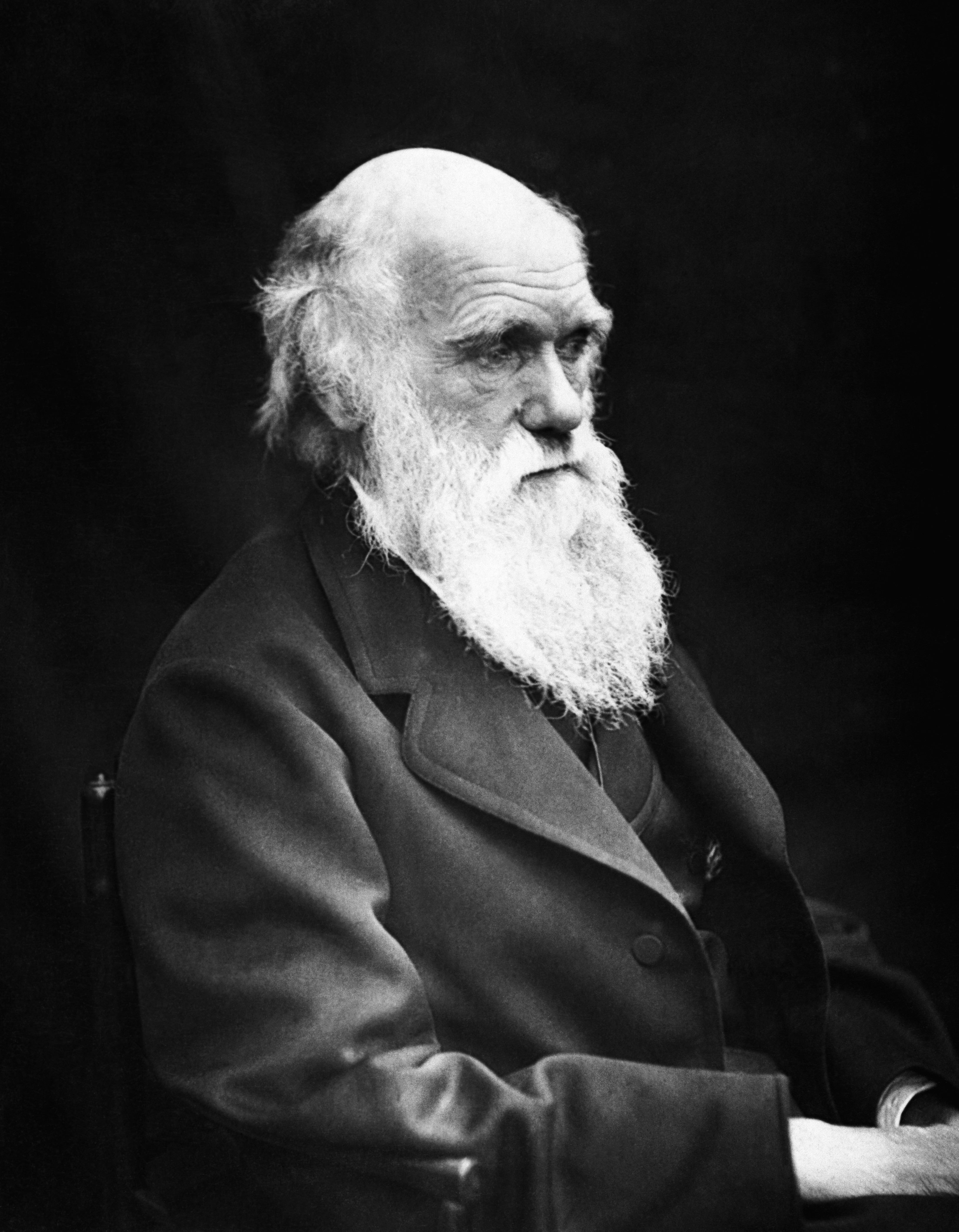
Charles Darwin, vars teori om naturlig selektion både kan stödjas och kritiseras utifrån parallell evolution.

Förekomsten av parallell evolution har använts som argument både för och emot evolutionsteorin. Ur ett teologiskt perspektiv har den parallella evolutionen tolkats som ett bevis för att det finns ett begränsat antal morfologiska "mallar". Detta skulle i sin tur innebära att det existerar en intelligent designare, då mallarna förutsätts vara skapade av en högre makt. Detta argument har använts av bland annat Isaac Newton, men teorin om intelligent design har under 1900- och 2000-talet förkastats av de flesta moderna forskare.
Vidare har parallell evolution även använts som argument för två olika versioner av evolutionsteorin. Så kallade selektionister, som argumenterar för många av Darwins idéer kring naturlig selektion, menar att uppkomsten av liknande egenskaper i liknande miljöer talar för vikten av omgivningens selektionstryck. Mutationister menar däremot att förekomsten av parallell evolution utgör ett indirekt bevis för att det finns en något begränsad mängd olika mutationer. Detta skulle innebära att samma mutationer sker om och om igen, trots eventuella skillnader i art eller miljö, vilket i sin tur antyder att evolutionen drivs av mutationer snarare än selektionstryck.

## Parallell eller konvergent evolution
Både parallell och konvergent evolution behandlar fall i vilka två olika arter uppvisar liknande morfologiska eller genetiska egenskaper. Om arterna tillhör olika klader, bedöms evolutionen vara konvergent. Exempelvis har hajar och delfiner många likheter vad gäller kroppens struktur, men de är endast avlägset besläktade; hajar är fiskar och delfiner är däggdjur. Hade hajar och delfiner däremot varit relativt närbesläktade, hade evolutionen bedömts vara parallell.
Det finns dock forskare som menar att distinktionen mellan parallell och konvergent evolution är problematisk. De menar istället att alla fall där olika arter har utvecklat samma egenskaper, oberoende av varandra, bör klassificeras som konvergenta. För det första, bygger distintinktionen på ett antagande om de genetiska mekanismer som ligger bakom evolutionen. Man antar ofta att förändringen i arternas fenotyp vid konvergent evolution baseras på olika gener, medan den vid parallell evolution baseras på liknande. Det finns dock inga belägg för att förändringar från varandra avlägsna arter alltid sker från varandra avlägsna gener, eller vice versa, vilket omöjliggör den distinktionen. För det andra, är det svårt att avgöra hur långt bak i tiden man bör gå för att definiera vilka arter som är besläktade. Går man tillräckligt långt bak är alla arter mer eller mindre besläktade, och all evolution kan därmed klassificeras som parallell.
Det finns emellertid forskare inom ämnet som menar att distinktionen mellan parallell och konvergent evolution är användbar trots de uppenbara bristerna. De menar dock att man främst bör examinera bakomliggande evolutionära mekanismer, snarare än morfologiska och genetiska egenskaper, enligt den modell som först beskrevs av Stephen Jay Gould. Är förändringen, på ett evolutionärt plan, understödd av samma mekanismer är den parallell. Om samma eller liknande egenskap däremot tillkommit som resultat av olika mekanismer är evolutionen konvergent. Detta tillvägagångssätt, menar förespråkare av modellen, kringgår problematiken kring otydliga definitioner och antaganden.

## Exempel på parallell evolution

En ammonit, vars utveckling av specifika fenotyper, utgör ett exempel på parallell evolution.

- Ammoniter: Vid närmare studier av fossiler från olika tidsperioder, kan parallell evolution observeras i två släkten av ammoniter, Auguritidae och Pinacitidae[6]. Oberoende av varandra utvecklade båda arterna bland annat ett lock över naveln, sannolikt för förbättrad hydrodynamik, och en ökad komplexitet i fogar mellan benstrukturer.
- Floddelfiner: Även om de är mycket lika varandra klassificeras de fyra typerna av floddelfiner inte som samma art[7]. Trots detta, har de utvecklat en liknande form av kraniet, sannolikt till följd av liknande behov av avlånga käkar och huvuden vilka underlättar i djurens jakt efter föda.
- Moderkaks- och pungdjur: I början av däggdjurens evolution för ungefär 170 miljoner år sedan, delade sig moderkaksdäggdjur, också kallade placentadäggdjur, och pungdjur. Underklasserna återfinns idag för det mesta i skilda områden (pungdjur främst i Australien och Sydamerika, placentadäggdjur i Europa, Asien och Nordamerika). I delar av Sydamerika kan dock båda grupperna återfinnas, och kan därmed illustrera parallell evolution. Exempelvis uppvisar pungråttor och nya världens råttor, pungdjur respektive placentadäggdjur, liknande strukturer i skulderblad[8].